# TheaterBurg Roßlau
Die TheaterBurg Roßlau ist ein  Theaterprojekt auf Burg Roßlau in Dessau-Roßlau. 
Seit 1996 finden jährlich zwischen Juli und Mitte September (die Räumlichkeiten in der Burg sind nicht beheizbar) Aufführungen und  theaterpädagogische Aktionen an verschiedenen Örtlichkeiten der Burg statt. Die Bespielung erfolgt vornehmlich durch die freien Theatergruppen „Lenzbühne“ Dessau-Roßlau, „Werkbühne Berlin“ und „Chekh-Off-Players“ Berlin. Ensemblemitglieder des  Anhaltischen Theaters beteiligen sich mit Jazz & Poesie-Veranstaltungen. Höhepunkte sind der Burgtheatersommer (August) und als Teil des „Anhaltischen Puppentheaterfestes“ der Tag des Puppenspiels (am Tag des offenen Denkmals im September).  
Nach sieben Jahren erfolgreicher Arbeit musste das Theater den im August 2012 geplanten Burgtheatersommer Roßlau absagen, weil die beantragte Förderung vom Kultusministerium Sachsen-Anhalt nicht bewilligt wurde. Der Deutsche Kulturrat setzte die TheaterBurg Roßlau daraufhin auf die Rote Liste Kultur. Doch konnte der Theatersommer seit 2013 dank eines neuen ‚Finanzierungsmixes‘ wieder durchgeführt werden.  

## Theaterproduktionen seit 2005
- Amphitryon von Heinrich von Kleist (2005)
- Die Möwe von Anton Tschechow (2006)
- Frauenvolksversammlung von Aristophanes (2007)
- toter mann kommt – Theaterabend zum Thema Todesstrafe in der Justizvollzugsanstalt Dessau (2007)
- Liebes Leid und Lust von William Shakespeare (2008)
- Die Räuber  von Friedrich Schiller, Regie: Beatrice Scharmann (2009)
- Kleist zerbrochen – der Krug, nach Heinrich von Kleist, Regie: Beatrice Scharmann (2010)
- Leonce und Lena von Georg Büchner, Regie: Beatrice Scharmann (2011)
- Faust von Johann Wolfgang von Goethe, Regie: Jobst Langhans (2013)
- Zwei Einakter von Anton Tschechow, Regie: Ismael Volk (2014)
- Romeo und Julia von William Shakespeare, Regie: Ismael Volk (2015)
- Nie wieder Prinzessin, eigene Stückentwicklung, Kindertheater, Regie: Anna-Katharina Gonska (2015)
- Tango von Slavomir Mrozek, Regie: Susanne Reichhard (2016)
- Seeräuber Ahoi, eigene Stückentwicklung, Kindertheater, Regie: Ina-Lene Dinse, Björn Schürmann(2016)
- Die Purpurrote Blume, eigene Fassung, Kindertheater, Regie: Jobst Langhans (2017)
- Peer Gynt von Henrik Ibsen, Regie: Andrea Pinkowski (2017)
- Das Brokatbild, eigene Fassung, Regie: Jobst Langhans, Kindertheater (2018)
- Ein Sommernachtstraum von W. Shakespeare, Regie: Andrea Pinkowski (2018)